# Zod Aşırımı
Zod Aşırımı (armeniska: Սոթքի Լեռնանցք) är ett bergspass i Azerbajdzjan. Det ligger i den västra delen av landet, 300 km väster om huvudstaden Baku. Zod Aşırımı ligger 2 415 meter över havet.
Terrängen runt Zod Aşırımı är lite bergig. Runt Zod Aşırımı är det ganska glesbefolkat, med 25 invånare per kvadratkilometer.. Närmaste större samhälle är Kerbakhiar, 14,5 km söder om Zod Aşırımı. 
Trakten runt Zod Aşırımı består till största delen av jordbruksmark.